# 克拉吉島
62°27′43.5″S 60°17′37.3″W / 62.462083°S 60.293694°W

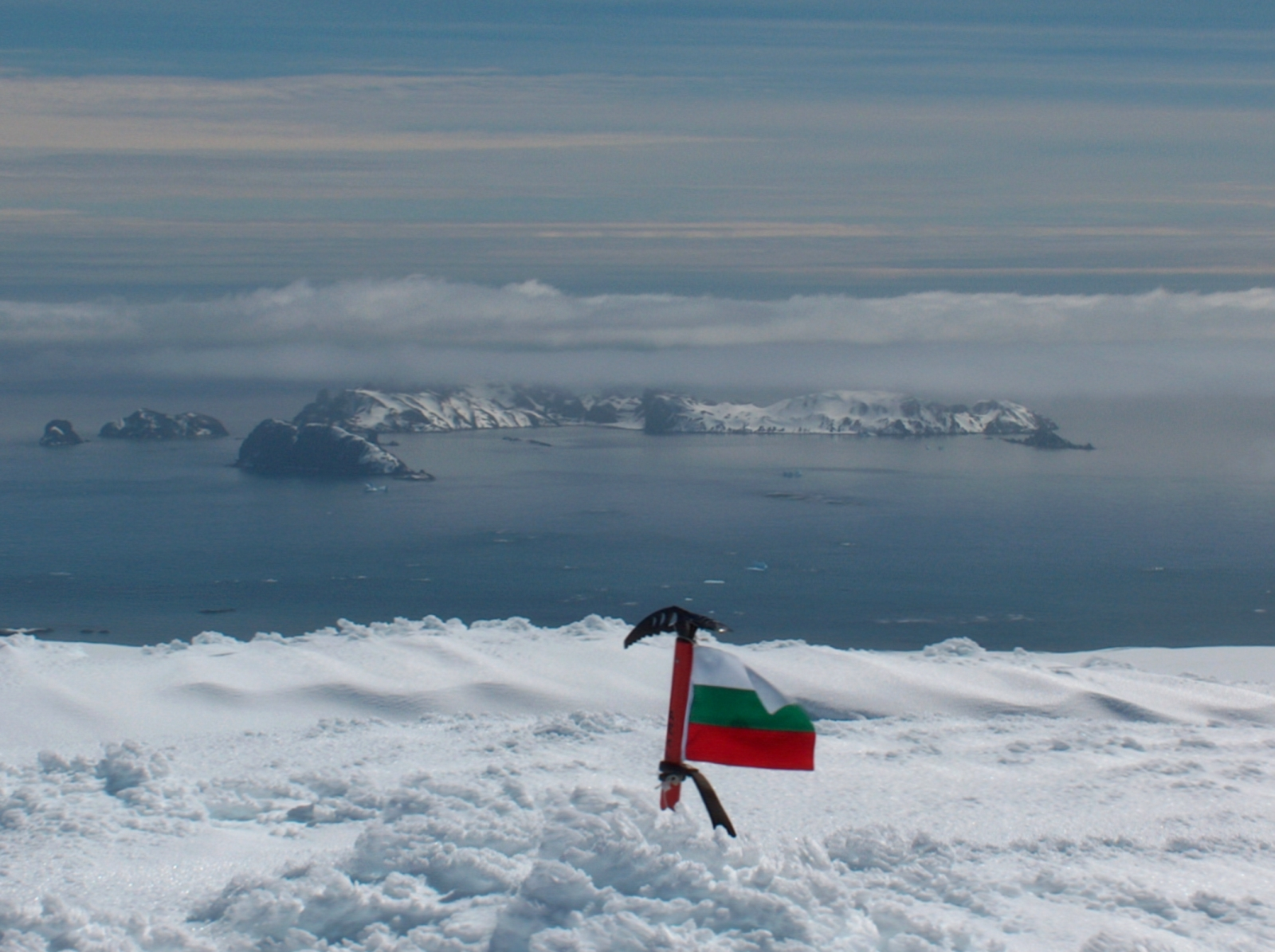

克拉吉島是南極洲的島嶼，位於南設得蘭群島，處於德瑟萊申島東南面0.9公里和伍德島東北面2.2公里，面積9平方公里，該島嶼現時由南極條約體系管理。

## 外部連結
- SCAR Composite Antarctic Gazetteer（页面存档备份，存于）.